# Sezin Akbaşoğulları
Sezin Akbaşoğulları (* 22. April 1981 in Izmir) ist eine türkische Schauspielerin.

## Biografie
Sezin Akbaşoğulları wurde am 22. April 1981 in Izmir geboren. Sie studierte an der Bilkent Üniversitesi. Ihr Debüt gab sie 2000 in der Fernsehserie Bizim Evin Halleri. Ihren Durchbruch hatte sie 2005 in Beyaz Gelincik. Anschließend spielte sie 2011 in der Serie Sen de Gitme die Hauptrolle. Mit ihrer Leistung im Film Kavşak erntete sie großes Lob der Kritiker, denn sie wurde 2010 zusammen mit Nergis Öztürk beim 17. International Adana Film Festival als beste Schauspielerin ausgezeichnet.
Außerdem bekam sie 2014 in dem Film Fakat Müzeyyen Bu Derin Bir Tutku die Hauptrolle. Zudem war Akbaşoğulları in der Serie Behzat Ç. Bir Ankara Polisiyesi zu sehen. 2020 trat sie in der Serie Kırmızı Oda auf.

## Filmografie (Auswahl)
Filme
- 2004: Gülizar
- 2004: Bir Aşk Hikayesi
- 2008: O... Çocukları
- 2010: Kardelen
- 2010: Kavşak
- 2011: Yabancı
- 2014: Fakat Müzeyyen Bu Derin Bir Tutku
- 2018: Sevgili Komşum
- 2020: Cevin Ağacı

Serien
- 2000–2003: Bizim Evin Halleri
- 2005: Beyaz Gelincik
- 2007: Sır Gibi
- 2008: Derdest
- 2009: Ah Kalbim
- 2011: Sen De Gitme
- 2016–2017: Cesur ve Güzel
- 2020: Kırmızı Oda
- 2021: Uyanış: Büyük Selçuklu
- 2022–2023: O Kız
- 2025: Reminder